# Dimarella (Dimarella) totoneca
Dimarella (Dimarella) totoneca is een insect uit de familie van de mierenleeuwen (Myrmeleontidae), die tot de orde netvleugeligen (Neuroptera) behoort. 
Dimarella (Dimarella) totoneca is voor het eerst wetenschappelijk beschreven door Miller in Miller & Stange in 1989.